# Генуа
Гѐнуа (на италиански: Genova, произн. Джèнова, на лигурски: Zêna, произн. Зѐна, на латински: Genua) е град и община в западната част на Северна Италия.

## Название
Името на града на български е утвърдено със своето латинско наименование, посочено за първи път в Енциклопедията на братя Данчови от 1936 г.

## География
Градът е център на едноименната провинция Генуа в област (регион) Лигурия. Населението му е 558 183 жители към юли 2023 г.

## История
Градът има богато историческо минало, много художествени и архитектурни паметници.
В Древността местността е населена от лигурите. Генуа е основният им център до завладяването ѝ от римляните около 220 г. пр. Хр.
На мястото, където се намира старото пристанище, Генуезкият залив образува тясна ивица, която навлиза в сушата. Предимствата на това място, добре защитено от капризите на морето, са оценени още от древните гърци, които основават тук колония. През 205 г. пр. Хр. гръцката колония е разрушена от картагенците. Тя е възстановена от римляните, които използват пристанището като база за морския си флот по време на многобройните войни, които водят.
В началото на XII век започва разцветът на Генуа и градът се превръща в голям търговски център. Контролът над лигурския бряг е поет от група търговци и банкери, които поддържат търговски контакти с херцозите, кралете и папите. В продължение на 10 години те запазват хегемонията си над градовете Пиза и Венеция. В крайна сметка конфликтите на интереси водят до разрушаването на единството на търговската гилдия.
Най-голямата европейска епидемия от бубонна чума през XIV век започва при обсадата на генуезката крепост Кафа в Крим от татарите през 1347 година.
Градът държава окончателно загубва могъществото си през 1381 г., когато флотата му е разбита от венецианците близо до град Киоджа. Генуезките владения извън границите на града постепенно падат под чужда власт. При завладяването на Константинопол от османските турци през май 1453 г. византийците са подкрепени от генуезки войници, бранещи интересите на тамошната генуезка колония Галата. Единствено остров Корсика остава генуезко владение до 1768 г., когато е завладян от французите.
След Първата световна война през 1922 г. се провежда конференция, на която е подписан Рапалският договор.

## Икономика
Генуа е най-важното морско пристанище на Италия (обслужва 20% от обема на италианския външнотърговски обмен).
Местната икономика включва машиностроене (корабостроене, измервателни уреди), металургична промишленост, химическа промишленост, хранително-вкусова промишленост, полиграфическа промишленост.
Генуа е важен образователен и научен център.

## Архитектура
Пристанището на Генуа е най-старата част на града. Забележителна е строената през XII век от бял и черен мрамор катедрала „Свети Лаврентий“ (на италиански: Cattedrale di San Lorenzo). В съседство е Дворецът на дожите. Интересни са дворците на известната генуезка фамилия Дория.

## Спорт
В Генуа има два известни футболни отбора. Техните имена са УК Сампдория и ФК Дженоа.

## Известни личности
Родени
- Антонела Руджеро (р. 1952), певица, първа солистка на „Матия Бадзар“;
- Балила (1735 – 1781), бунтовник;
- Бенедикт XV (1854 – 1922), римски папа;
- Бепе Грило (р. 1948), актьор и политик;
- Джан Пиеро Ревербери (р. 1939), композитор, диригент и аранжор, създател на „Рондо Венециано“;
- Джузепе Тадеи (1916 – 2010), певец;
- Едоардо Сангвинети (1930 – 2010), писател;
- Енрико Киеза (р. 1970), италиански футболист;
- Еудженио Монтале (1896 – 1981), италиански поет;
- Леон Батиста Алберти (1404 – 1472), архитект;
- Николо Паганини (1782 – 1840), композитор;
- Ренцо Пиано (р. 1937), архитект;
- Рикардо Джакони (р. 1931), астрофизик;
- Христофор Колумб (1451 – 1506), мореплавател;
- Яков Ворагински (1228 – 1298), духовник и писател;

Починали
- Адолфо Балончиери (1897 – 1986), италиански футболист и треньор
- Балила (1735 – 1781), бунтовник
- Нирмала Шривастава (1923 – 2011), индийска религиозна деятелка
- Яков Ворагински (1228 – 1298), духовник и писател

Други
- Едоардо Сангвинети (1930 – 2010), писател
- Филипо Томазо Маринети (1876 – 1944), писател, завършва право през 1899

## Изследвания
- Müller, R. Sic hostes Ianua frangit. Spolien und Trophäen im mittelalterlichen Genua, Weimar, 2002.
- Schweppenstette, F. Die Politik der Erinnerung. Studien zur Stadtgeschichtsschreibung Genuas im 12. Jahrhundert, Frankfurt am Main, 2003.

## България и Генуа
- Тивчев, П. Войната между Кипър и Генуа през 1373 – 1374 г. и участието на българи в нея. – Études historiques, 3, 1966, 125 – 144.
- Божинов, В. България на конференциите в Генуа и Лозана. – В: Сборник Хр. Христов. С., 1976, 313 – 336.
- Гюзелев, В. Три етюда върху българския XIV век. С., 2009.